# رستاخیز (پیرو دلا فرانچسکا)
رستاخیز (به انگلیسی: Resurrection) عنوان یک اثر نقاشی، گونهٔ فرسکو است که در دهه ۱۴۶۰ در پالاتزو دلا رزیدنزا (به ایتالیایی: Palazzo della Residenza) در شهر سانسپولکرو، توسکانی ایتالیا توسط استاد ایتالیایی پیرو دلا فرانچسکا نقاش دورهٔ رنسانس نقاشی شده‌است.